# مشاة البحرية الروسية
مشاة البحرية الروسية (بالروسية: Морска́я пехо́та) (نقحرة: مارسْكايا پيخُوتا) هي فرع من البحرية الروسية يختص بتنفيذ العمليات القتالية والدفاع عن القوات البحرية والسواحل والمناطق البرية المرافقة له وكذلك حماية الجزر الصغيرة والكبيرة التابعة لروسيا.
تعد مساندًا مهمًا للقوات البحرية الروسية وكانت تسمى سابقًا «المشاة البحرية السوفيتية» حتى عام 1991.